# Габитоскопия
Габитоскопия — отрасль криминалистической техники, изучающая теоретические положения и технико-криминалистические средства и методы сбора, изучения и использования данных о внешнем облике человека.

## История
Основы теории криминалистической габитоскопии положены в конце XIX века французским криминалистом Альфонсом Бертильоном, который предложил метод «словесного портрета». Эта методика уточнена в 1902 году Рудольфом Арчибальдом Рейссом. Вклад в развитие данной науки также внёс Чезаре Ломброзо.

## Основные характеристики науки
Объектом этого криминалистического учения является внешний облик, приметы человека. Габитоскопия состоит из системы научных тезисов, на основе которых создаются практические предложения по сбору, фиксации, анализу и оценке информации о внешности человека, которые, совместно с закономерностями, объясняющими природу внешнего вида человека, образуют предмет габитоскопии как науки.
Задача габитоскопии — распознавание человека по признакам его внешности. Идентифицирующим объектом могут выступать как материальные носители информации (фото-, видео-, слепки-маски и пр.), так и вербальные средства описания (протоколы допросов, словесные и иные портреты, ориентировки). К идентифицирующим объектам относят также останки человека (труп, череп и пр.).
Под внешностью понимается наружный вид человека, который остаётся относительно неизменным в течение всей его жизни. Это комплекс зрительно воспринимаемых признаков. В качестве основных свойств отмечают индивидуальность, относительную устойчивость и отражаемость.
Габитоскопия осуществляется за счет воссоздания внешнего облика человека посредством формирования субъективного или фотокомбинированного портрета и выступает в качестве научной основы портретной экспертизы и методики словесного описания человека.
В настоящее время приобретают распространение в качестве методов исследования биометрические технологии, содержащие информацию о физических и физиологических признаках человека — термограмма лица (схема кровеносных сосудов), голос, узор радужки оболочки глаза, папиллярный узор пальцев, фрагмент генетического кода и др.